# 축산기업중앙회
축산기업중앙회는 식육산업 발전에 관한 위생시설의 개선과 기술향상을 도모하여 국민보건 및 국내 식육산업발전에 기여 목적으로 1965년 12월 21일 설립된 대한민국 농림수산식품부 소관의 사단법인이다. 사무실은 서울특별시 성동구 성수2가 3동 19-31에 있다.

## 주요 사업
- 식육산업 발전 및 위생시설 개선에 관한 사항
- 회원의 경영지도 및 복리증진에 관한 사항
- 식육 및 부산물의 공동판매 알선
- 식육운송차량의 공동운행
- 회원과 식육판매업 종사자 및 임직원의 교육에 관한 사항
- 국가기관이 위탁하는 교육 및 조사 연구사업
- 납세 및 금고업무에 관한 사항